# پی‌یرو کارنابوچی
پی‌یرو کارنابوچی (ایتالیایی: Piero Carnabuci؛ ‏ ۶ سپتامبر ۱۸۹۳ – ۱۳ فوریهٔ ۱۹۵۸) بازیگر اهل ایتالیا بود.
از فیلم‌هایی که وی در آن نقش داشته‌است، می‌توان به شیپیو آفریکانوس: شکست هانیبال، شاهزاده سیندرلا و شام دلقک اشاره کرد.